# (197) Arete
(197) Arete es un asteroide perteneciente al cinturón de asteroides descubierto el 21 de mayo de 1879 por Johann Palisa desde el observatorio de Pula, Croacia.
Está nombrado por Arete, un personaje de la mitología griega.